# Bilobatus testaceipennis
Bilobatus testaceipennis är en skalbaggsart som beskrevs av Ohaus 1901. Bilobatus testaceipennis ingår i släktet Bilobatus och familjen Rutelidae. Inga underarter finns listade.